# Mont Saint-Michel (Bas-Rhin)
Pour les articles homonymes, voir Mont Saint-Michel (homonymie).
Le mont Saint-Michel est un sommet situé dans le parc naturel régional des Vosges du Nord, sur le territoire de la commune de Saint-Jean-Saverne. Il culmine à 438 mètres d'altitude.
Le site fait l'objet d'une occupation humaine depuis au moins le second âge du fer, qui se caractérise par plusieurs aménagements. Sur le sommet se trouve ainsi une chapelle dédiée à saint Michel, plusieurs puits et un grand bassin circulaire creusé dans la roche. La date de construction et la fonction de celui-ci demeurent indéterminés, les interprétations allant d’une piscine en lien avec le culte de Mithra à la cave d’un édifice disparu. Le lien avec Mithra repose sur le rapprochement de la grotte aménagée sous la plateforme sommitale à un mithréum, dont la présence n’est toutefois pas entièrement confirmée. Il est en revanche certain que la grotte a servi d’ermitage au Moyen Âge.
Du fait de ces aménagements à l’origine floue, le site s’est vu rattaché un certain nombre de légendes et croyances populaires. Le bassin est ainsi tour-à-tour vu comme le lieu où les druides faisaient des sacrifices humains ou comme l’emplacement d’une école de sorcières. D’autres traditions locales mettant en scène des sorcières utilisent le mont Saint-Michel comme décor, par exemple la légende de la sorcière Itta, épouse du comte Pierre de Lutzelbourg.

## Toponymie
La première mention connue de la montagne se trouve dans un document de 1126, connu par une copie de 1377, dans lequel elle est appelée Hertenstein. Cette dénomination reste en usage au moins jusqu’à la fin du XVIIe siècle, mais le terme, qui désignait à l’origine uniquement le rocher, s’étend par métonymie à la montagne entière au cours du Moyen Âge. Plusieurs autres noms apparaissent en parallèle dans les documents à partir du XVIe siècle, sans qu’il soit aisé de déterminer s’ils s’appliquent à toute la montagne ou à des parties précises de celle-ci. Ainsi, le nom de Michelsberg, « mont Saint-Michel », apparaît pour la première fois en 1553, concurrencé par Sankt Johannesberg, « montagne Saint-Jean » en 1569.
Sur sa carte réalisée en 1576, Daniel Specklin nomme la montagne Bruderstein, « pierre des frères », appellation probablement liée aux ermites et qui semble avoir été dominante au XVIIe siècle, avec peut-être le nom similaire de Bruderberg, « montagne des frères ». Cette dénomination est remplacée à la fin de ce siècle par celle de mont Saint-Michel, un document de 1693 expliquant que la chapelle se trouve « sur la montagne Hertenstein, dans le massif qu’on avait appelé autrefois Bruderberg mais qui porte maintenant le nom de Saint-Michel ».

## Géographie
Le mont Saint-Michel se trouve dans la région de Saverne, dans le département du Bas-Rhin, à l’extrême nord des Vosges centrales. Situé immédiatement au nord du village de Saint-Jean-Saverne qu’il domine d’une centaine de mètres, son altitude à partir du niveau de la mer étant de 378 m. De forme oblongue orientée sud-ouest-nord-ouest, la colline possède des flancs particulièrement escarpés rendant son accès difficile sur trois côtés, l’accès n’étant aisé que par l’ouest, où elle se rattache au reste du massif. Le petit vallon, dit Winterhalde, qui le borde au nord la sépare d’une autre colline occupée à son sommet par l’oppidum de la Heidenstadt.
Le sommet du mont est occupé par une plateforme en poudingue de grauwacke et de galets de quartz surplombant une grotte naturelle,. Ces deux éléments ont fait l’objet de nombreux aménagements humains, dont un large bassin circulaire taillé à l’extrémité orientale de la plateforme, la partie occidentale étant occupée par une chapelle. Le site possède au moins une source, qui émerge à environ cinquante mètres à l’ouest de la chapelle, tandis qu’un puits comblé, taillé dans la roche au nord-est de celle-ci, semble également avoir tenté de capter.

## Histoire
La première occupation du site établie avec certitude date du second âge du fer et est à mettre en relation avec l’oppidum voisin de la Heidenstadt, les céramiques retrouvées sur les deux sites étant semblables. Il n’est en revanche pas totalement certain que l’occupation se soit poursuivie à l’époque gallo-romaine, malgré la découverte sur le versant nord de la montagne d’un lingot de fer de cette époque et d’une pièce de bronze frappée vers 340 en contrebas de la plateforme rocheuse. Le site, et en particulier la grotte, est de nouveau habité au plus tard vers le milieu du IXe siècle, comme l’attestent de nombreux déchets de cuisine et quelques éléments métalliques comme une lame de couteau ou une pointe de flèche. Au début du XIIe siècle, le rocher est l’objet d’un conflit de propriété entre Folmar de Hunebourg et Pierre de Lutzelbourg, que ce dernier résout en faisant don en 1126 du site à l’abbaye Saint-Jean-Baptiste de Saint-Jean-Saverne.
La grotte est occupée tout au long du Moyen Âge et se voit doter d’éléments de confort comme un poêle en céramique, plusieurs fois reconstruit. Ses occupants sont probablement déjà des ermites, bien que leur présence ne soit mentionnée dans les textes qu’à partir du XVIe siècle.  Une chapelle est construite sur le site à une date indéterminée du Moyen Âge, mais antérieure à 1371, date à laquelle un registre de recettes de l'évêché de Strasbourg évoque l’existence d’un chapelain, ce qui indique que le lieu de culte existait déjà. Cette chapelle, qui est abandonnée au cours du XVIe siècle, est reconstruite en 1593, tandis qu’en parallèle sont fondés un pèlerinage et la confrérie de Saint-Michel. Le site subit des destructions pendant la guerre de Trente Ans à la suite de laquelle l’habitat est abandonné et, bien que la chapelle ait été rénovée en 1686, il ne semble pas y avoir eu de présence humaine permanente jusqu’au début du XVIIIe siècle,. Cette renaissance est toutefois de courte durée et la majeure partie des constructions occupant les lieux, notamment les aménagements de la grotte, sont détruites peu après 1720, peut-être simultanément à l’ouverture d’une carrière pour le chantier de reconstruction de l’abbaye Saint-Jean entre 1729 et 1740.
Lors de la Révolution française, la chapelle est saccagée en 1792, puis le site est transformé par le général Sautter en position d’artillerie dans le but de défendre l’approche de Saverne par le nord. Des travaux de consolidation de la chapelle sont entrepris en 1826, mais ce n’est qu’en 1848 qu’elle est reconstruite et rendue au culte catholique.

## Aménagements humains

### Bassin

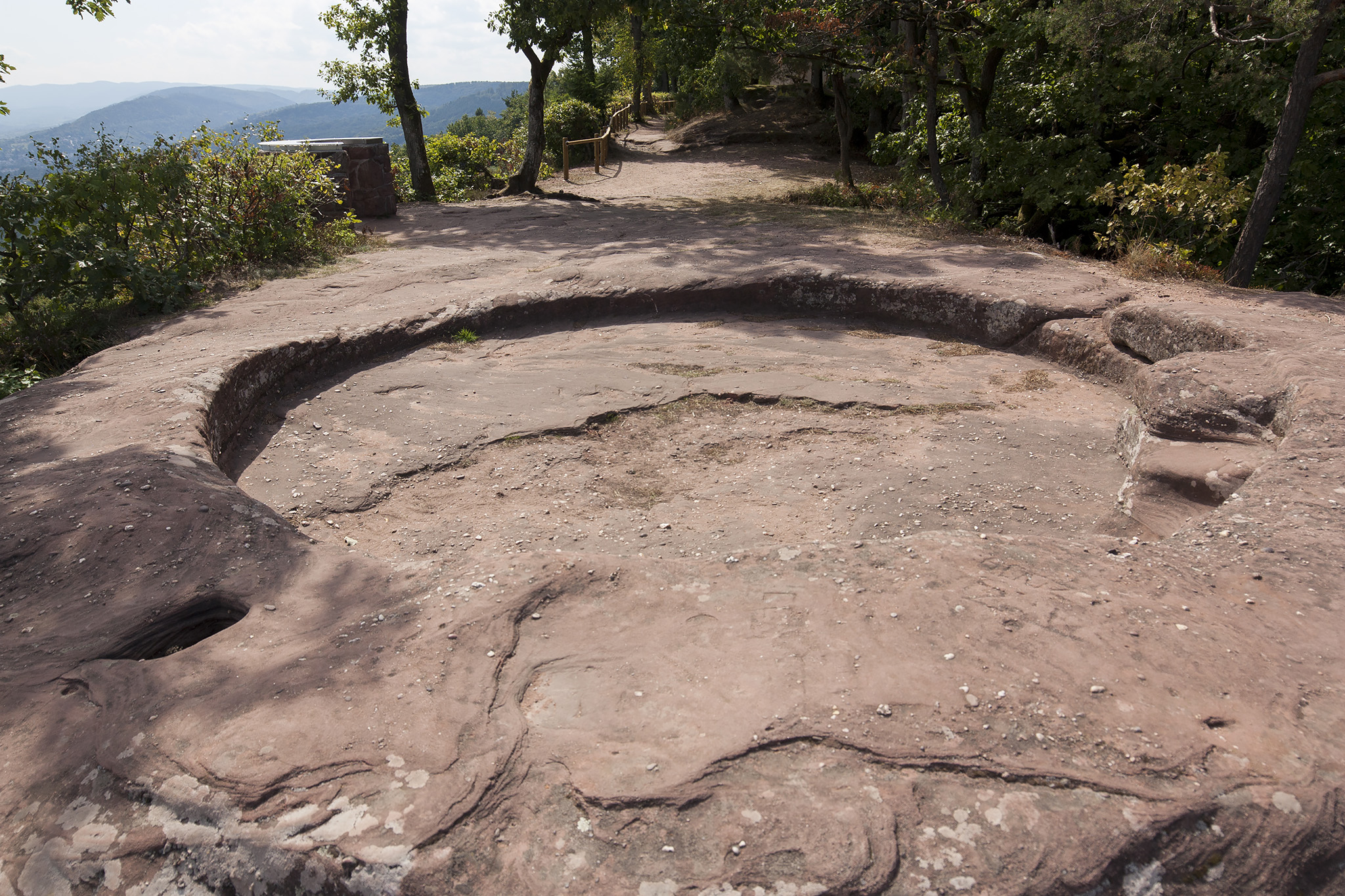
Bassin de la plateforme sommitale, avec un trou de poteau à gauche.

L’extrémité orientale du promontoire est occupé par un grand bassin circulaire de 4,70 m de diamètre et d’une profondeur oscillant entre 0,30 et 0,60 m taillé directement dans la roche. Du côté nord, trois marches, elles-aussi taillées dans le roc, permettent d’accéder au fond du bassin. Il est probable que ce bassin n’était anciennement pas à l’air libre, mais entouré d’une construction circulaire, comme tendent à l’indiquer la marche supérieure de l’escalier qui n’est pas de plain-pied, mais légèrement en contrebas, la présence dans la chapelle de pierres de réemploi ayant un profil courbe correspondant à une structure circulaire de 6 m de diamètre et la carte de Specklin de 1576, qui fait figurer à l’emplacement du mont une construction ressemblant à une tour. L’usage et la date de construction de cette structure demeure cependant indéterminés. 
La datation de cet aménagement demeure incertaine : si en 1828 l’archéologue Jean Geoffroy Schweighaeuser n’y voyait qu’un aménagement tardif dédié aux pèlerins, les travaux postérieurs tendent à lui donner une origine antique, si ce n’est protohistorique, en relation avec l’oppidum de la Heidenstadt.

### Grotte

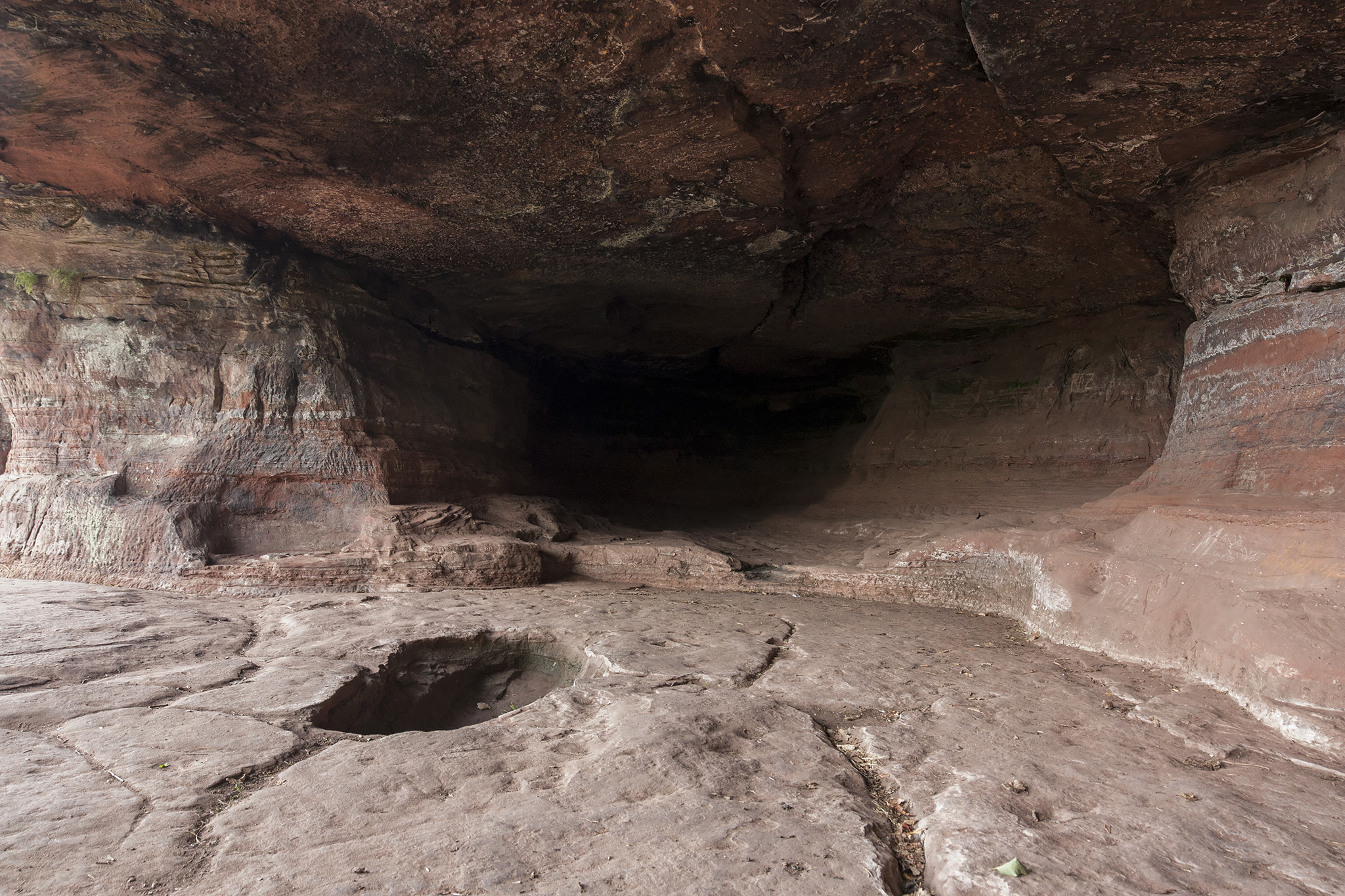
Vue générale de l’espace intermédiaire de la grotte aménagée, avec le sarcophage à l’avant-plan et l’espace intérieur au fond.

La grotte, dont l’entrée s’ouvre à onze mètres sous la plateforme sommitale, est une cavité naturelle qui a été aménagée à la fois par la retaille du rocher et par des constructions, dont ne subsistent que les traces des poteaux. Globalement orientée est-ouest, elle s’ouvre sur l’extérieur par une entrée de 18 m de large, puis se rétrécit pour former une rotonde de 4,50 m de diamètre, le fond se trouvant à 20 m de l’extrémité orientale du plateau.
Les traces de constructions divisent la grotte en trois espaces, intérieur, intermédiaire et extérieur. Tout au fond de la grotte se trouve l’espace intérieur, qui était divisé en deux pièces par des cloisons en bois. L’extrémité occidentale à fait l’objet d’importants travaux de taille à une date ancienne pour créer une rotonde semi-circulaire. Les parois de celle-ci ont été retaillées à une date postérieure, apparemment dans le but de détruire des aménagements dont la nature exacte n’est pas connue. La paroi nord est par ailleurs ouverte sur l’extérieur par une fissure naturelle, dite « trou des fées », « trou du diable » ou  « trou des sorcières », à laquelle des traditions orales attribuent des vertus curative au bénéfice de celui qui la traverse.
La séparation entre cet espace intérieur et l’espace intermédiaire a varié au cours du temps, prenant la forme d’abord d’une cloison en bois, qui a été par la suite remplacée par un mur en pierre. Le sol de cet espace est creusé de rigoles supposée canaliser les eaux de ruissellement, mais ce réseau semble avoir été réalisé sans réflexion préalable, obligeant son ou ses auteurs à multiplier les creusements pour parvenir à un minimum d’efficacité. L’élément le plus caractéristique de l’espace intermédiaire est un sarcophage à cavité céphalique taillé directement dans le socle rocheux et qui pourrait remonter à l’époque carolingienne. Cet aménagement a toutefois été la cible en 1987 de vandales, qui ont retaillé son emprise, de sorte qu’il n’en subsiste qu’une vague cavité.

### Chapelle

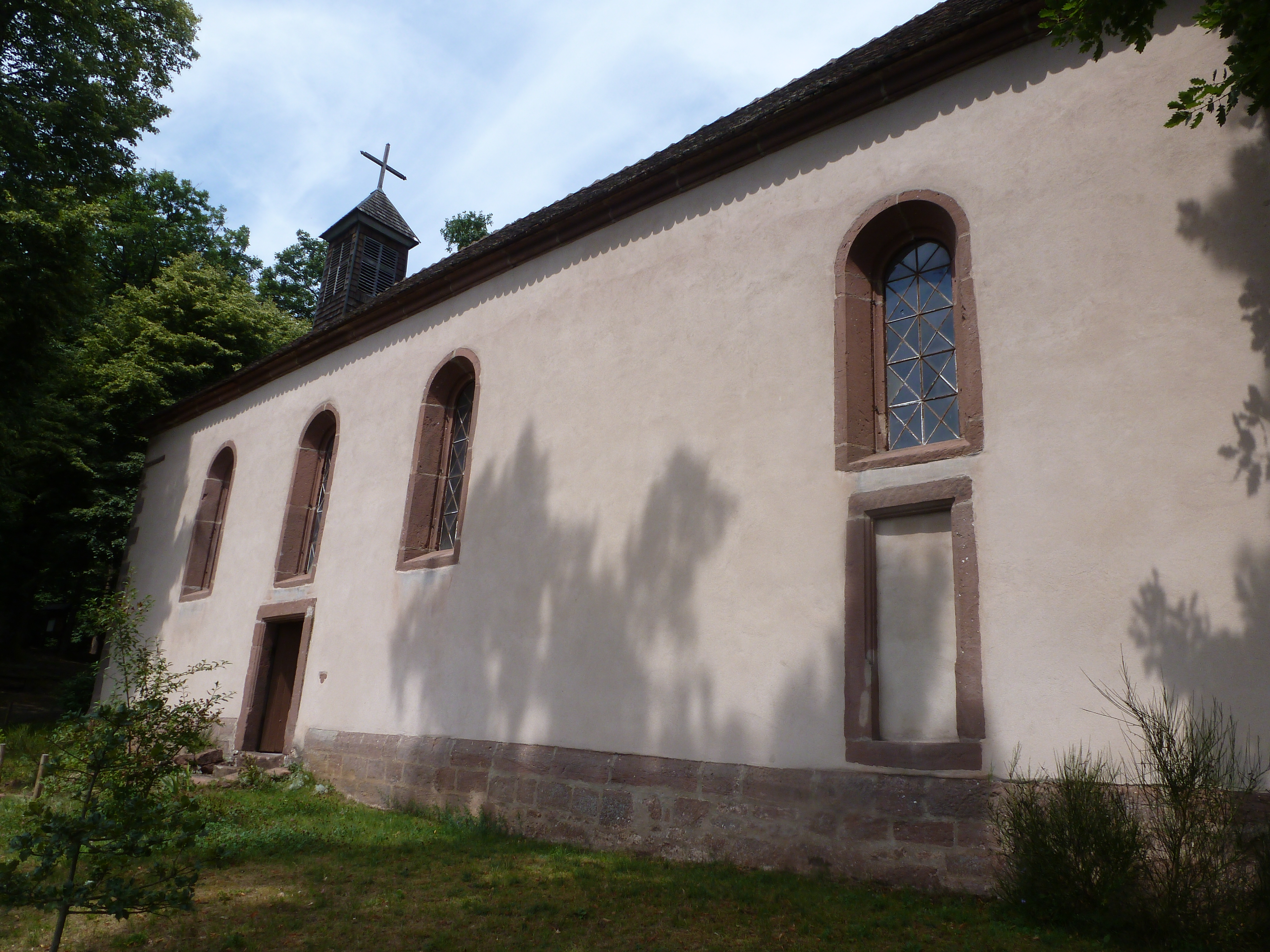
Chapelle Saint-Michel, mur sud de la nef.

L’existence d’une chapelle sur le mont Saint-Michel se devine pour la première fois dans un document de 1371 parlant du chapelain du Hertenstein. Tant l’aspect que l’histoire de l’édifice sont inconnus jusqu’à l’extrême fin du XVIe siècle, toutefois la chapelle médiévale a probablement été détruite ou abandonnée à la fin du Moyen Âge, car elle n’apparaît pas sur les cartes du XVIe siècle et il est certain qu’elle était en ruine à la fin de ce siècle.
La chapelle est reconstruite en 1593 lorsque la confrérie saint Michel et le pèlerinage sont établis. Ce renouveau est toutefois de courte durée, notamment en raison de la guerre de Trente ans, et, malgré une première restauration en 1663, l’édifice est dans un tel état dans les années 1680 qu’il est décidé de la reconstruire entièrement, en profitant de l’occasion pour l’agrandir. Ces travaux, qui sont principalement subventionnés par un legs du schultheiss d’Eckartswiller, débutent en 1684 et durent jusqu’en 1686,. Un incendie causé par la foudre détruit une grande partie de la chapelle en 1717 puis elle est saccagée pendant la Révolution et reste alors à l’abandon. Quelques réparations sont effectuées en 1826, qui voient notamment la démolition du campanile surmontant le chœur, son remplaçant, plus petit, étant installé à l’extrémité occidentale de la nef. La restauration complète de l’édifice ne débute qu’en 1844 et dure jusqu’en 1848. Les façades et la toiture sont restaurés encore à deux reprises en 1950 et 1984. Lors de cette dernière restauration, des éléments possiblement romans utilisés en réemploi dans la maçonnerie sont découverts sous le crépi.

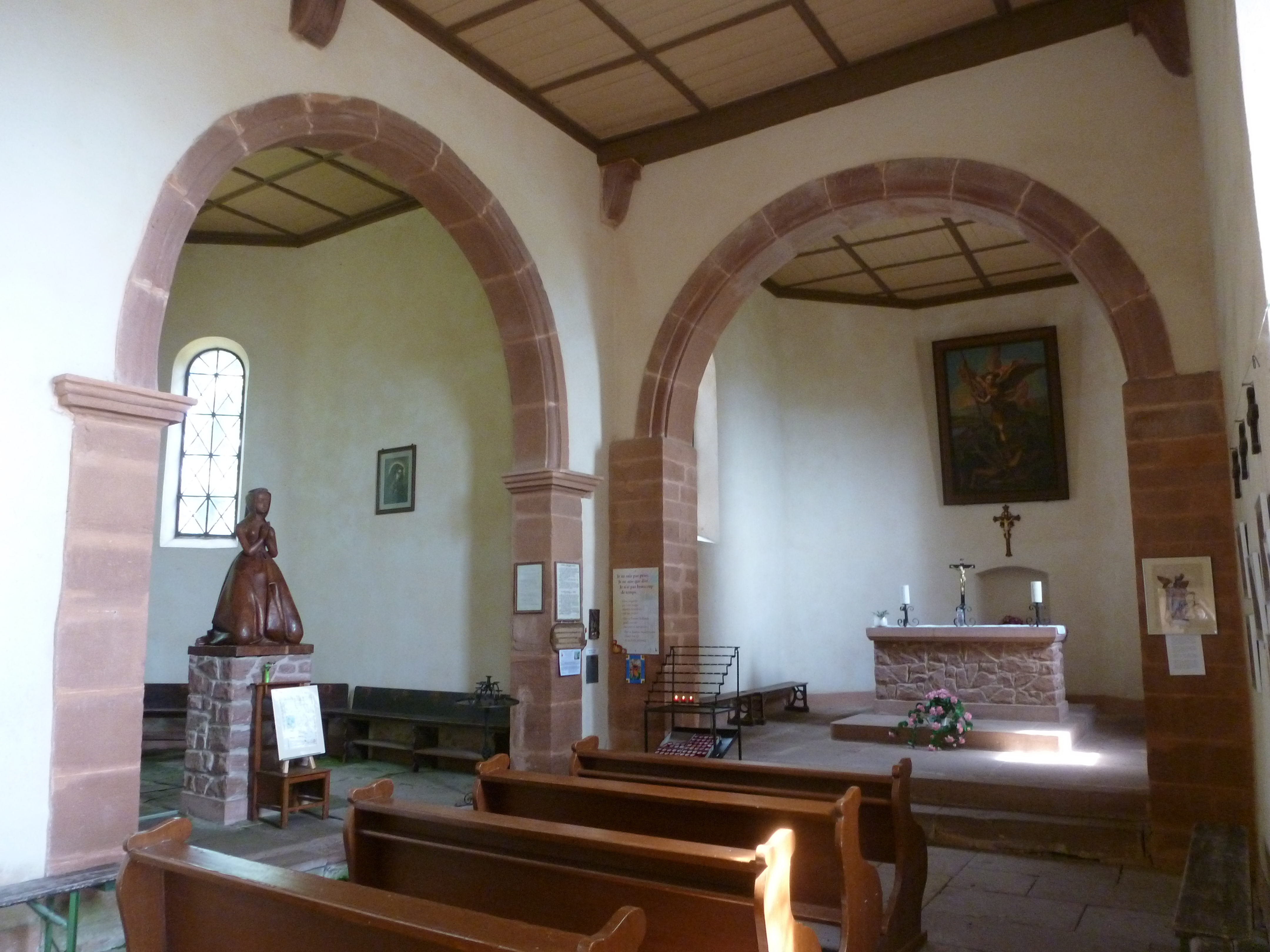
Intérieur de la chapelle Saint-Michel, avec la statue de la Femme en prière de Maurice Gardond.

L’aspect général de l’édifice actuel résulte essentiellement de la campagne de 1686, les hypothèses qui en faisaient une construction romane étant abandonnées. Avec une longueur d’environ vingt mètres et une hauteur de plafond de six mètres dans la nef, la chapelle est de dimensions inhabituellement grandes pour les édifices de ce type situés en milieu montagneux. Orientée au nord-est plutôt que plein est du fait des contraintes du site, elle est composée d’une nef rectangulaire ouvrant sur un chœur à chevet pentagonal, avec côté nord une chapelle transversale s’apparentant à un bras nord de transept. L’accès principal se fait par un portail occidental de style classique, mais deux portes permettent aussi d’accéder à la nef par le côté sud, l’une d’entre elles étant toutefois murée.
Trop exposé aux vols et aux vandalismes, la majorité du mobilier ancien a été déplacé dans l’église abbatiale de Saint-Jean-Saverne, notamment un ensemble de bustes de saints. Il subsiste néanmoins dans le chœur une copie du saint Michel terrassant le démon de Raphaël et dans la chapelle latérale la statue de la Femme en prière de Maurice Gardond, mise en place en 1953. Divers éléments sculptés, le plus souvent des pierres utilisées en réemploi, sont visibles dans la chapelle, à savoir à l’intérieur un fragment de montant décoré d’une frise à entrelacs et des chapiteaux ornés de masques et à l’extérieur un oculus à pourtour perlé ainsi qu’un autre masque. Ces éléments sont parfois qualifiés de romans, mais cette attribution est disputée et ils pourraient également être des imitations archaïsantes des motifs de l’abbatiale de Saint-Jean-Saverne réalisés à une date plus tardive,. 
À l’angle nord-est de la chapelle se trouve un puits ou une citerne taillé dans le roc. Cet aménagement est vraisemblablement plus ancien que la chapelle elle-même, les aspects de taille de ses parois ayant été mis en relation avec des méthodes en usage à l’époque gallo-romaine.

## Légendes

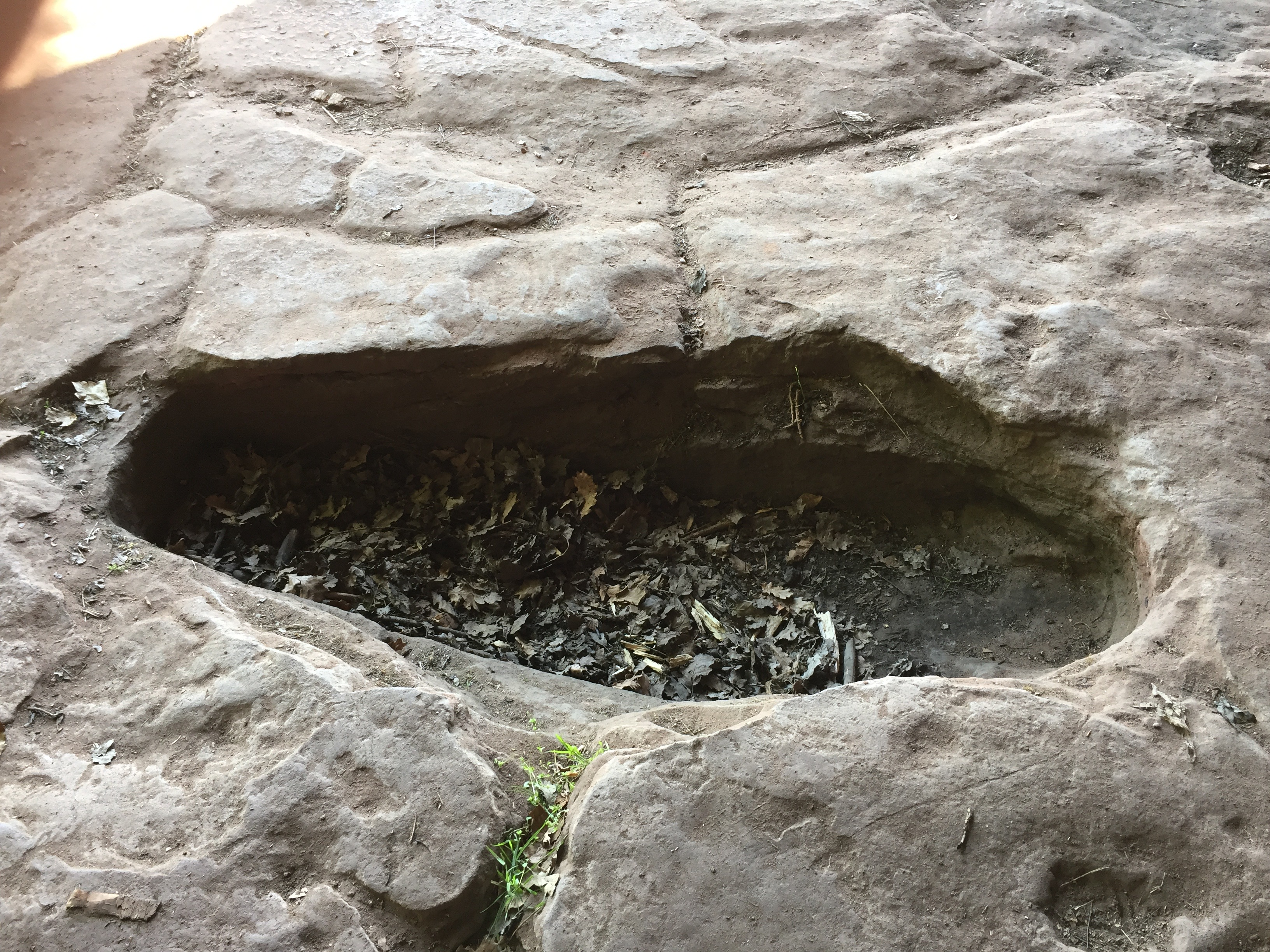
D’après une légende, le sarcophage dans la grotte serait la tombe de la sorcière Itta.

Le site du mont Saint-Michel a donné naissance à un certain nombre de légendes, notamment liées à la grotte et au cercle creusé dans la roche. Dans les récits locaux, celui-ci apparaît ainsi, sous le nom de Druidenkreiss, comme le lieu ou les druides se rassemblaient pour faire des sacrifices humains. La plupart des légendes tournent toutefois autour de la fréquentation du lieu par les sorcières, d’où le nom Hexenschule, « école des sorcières », qui lui est parfois donné. Ce nom se rapporte supposément que les sorcières se seraient assises en cercle sur le bord du cercle, un sorcier ou le diable se trouvant au centre. Selon les mêmes histoires, les apprenties sorcières désobéissantes auraient été enfermées dans la grotte située en dessous.
La légende la plus notable rattachée au lieu est celle de Itta ou Ida, sorcière épouse du comte Pierre de Lützelburg. Lors d’une promenade au mont Saint-Michel avec son époux par une journée de canicule, celle-ci aurait alors déchaîné un orage de grêle sur la région afin de générer un courant d’air frais, entraînant la destruction des récoltes. Mécontent de son épouse, qui lui avait promis de ne plus faire  de mal, le comte l’aurait fait bastonner et enterrer vivante dans la grotte avant de construire la chapelle sur le mont pour le salut de son âme. Pour indemniser les villages avoisinants, il leur aurait ensuite fait don de toute la forêt alentour. Ce dernier élément est probablement le moteur de la légende, qui sert de justification à la possession par ces villages de la forêt.